# کانتابرانا
کانتابرانا (به اسپانیایی: Cantabrana) یک شهرستان در کشور اسپانیا است.